# Konsulat RP w Opolu

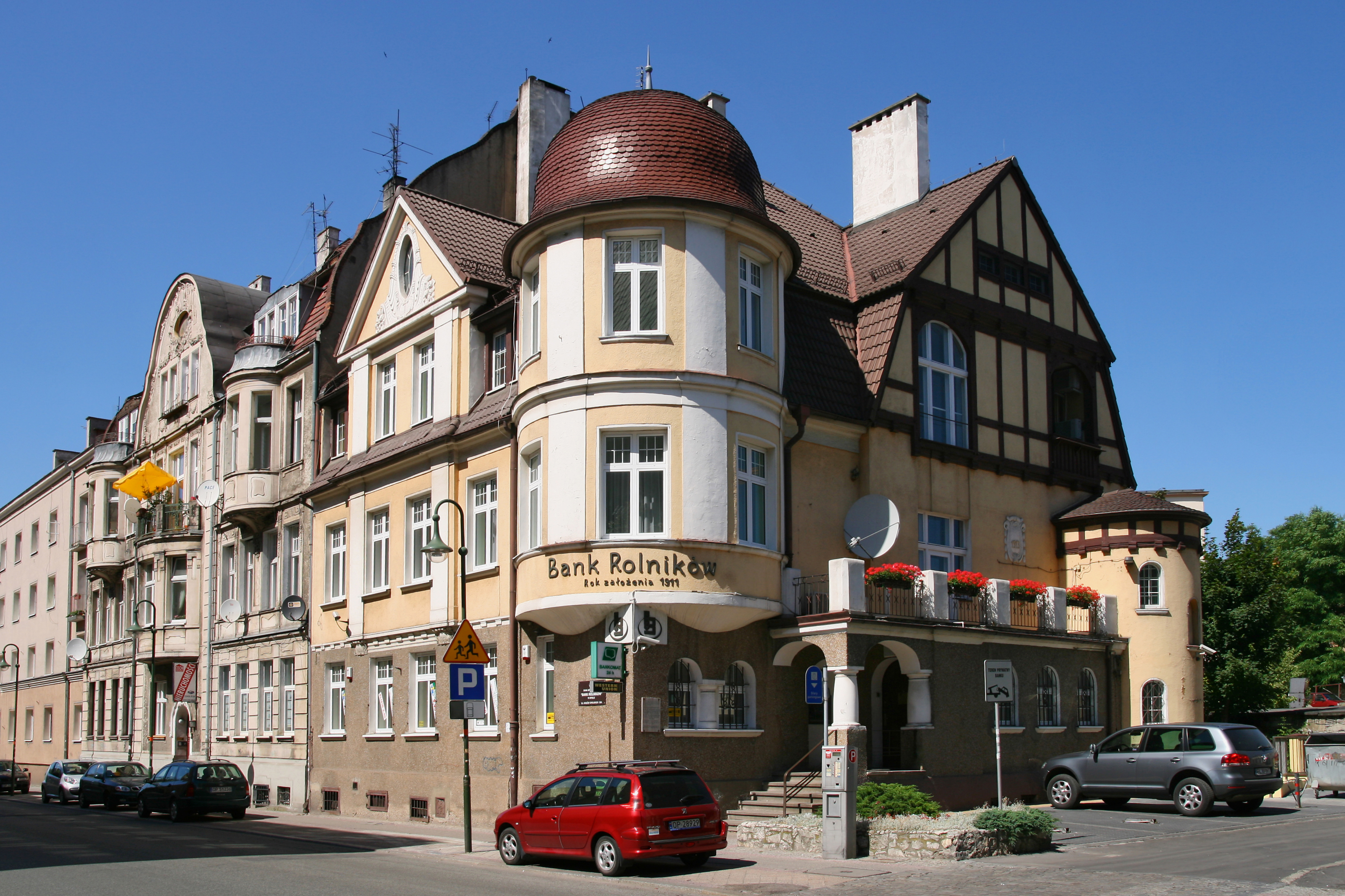
Pierwsza siedziba Konsulatu RP w Opolu w Banku Rolników (1920–1922)

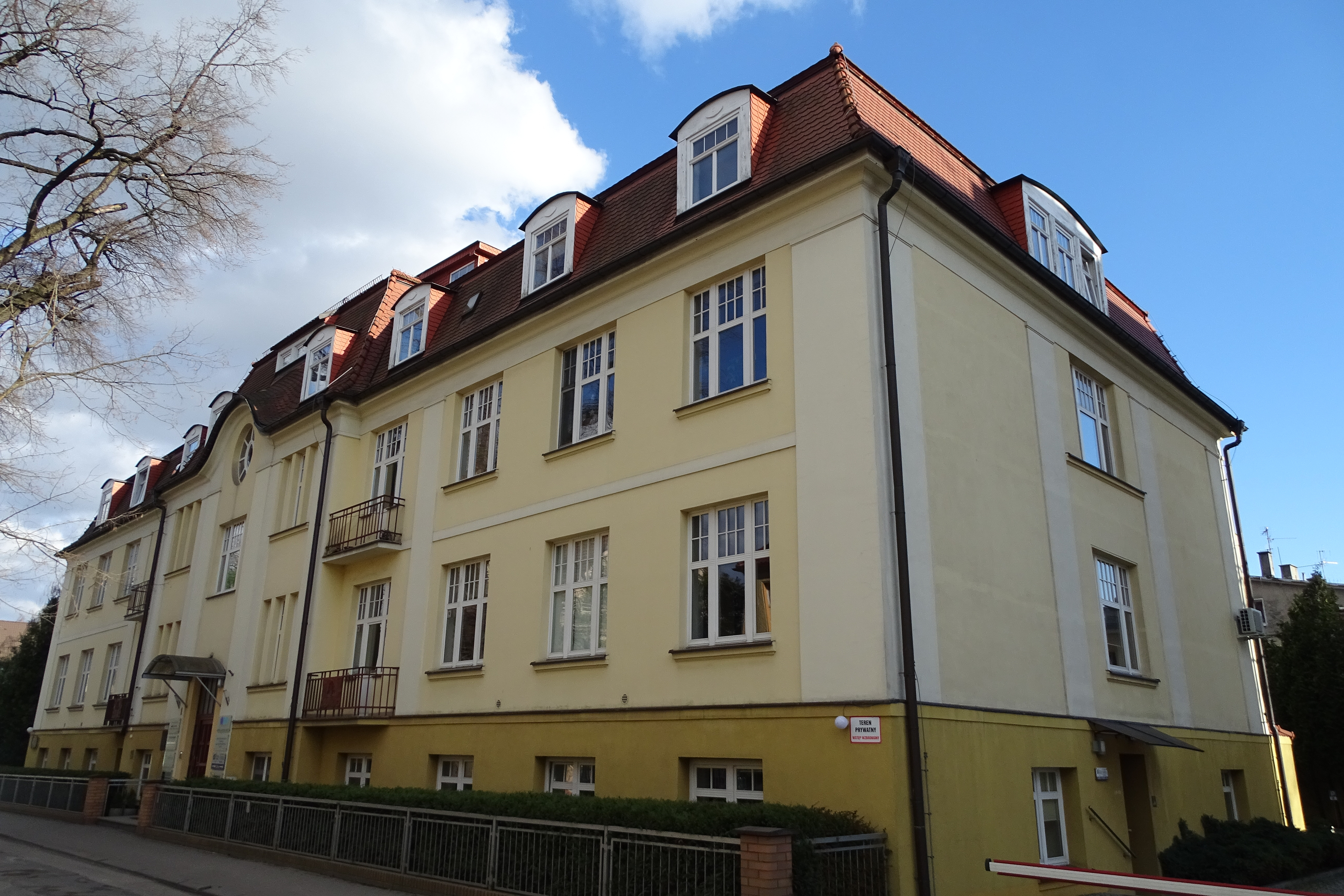
Siedziba konsulatu RP w latach 1931-1939. Ul. Konsularna 1 Opole.

Konsulat RP w Opolu (niem. Polnisches Konsulat in Oppeln) – polska placówka konsularna działająca w okresie międzywojennym w ówczesnym Oppeln.
Urząd konsularny w randze konsulatu generalnego został powołany 1 kwietnia 1920 jako przedstawicielstwo rządu polskiego przy Komisji Międzysojuszniczej. Od 1920 konsulat mieścił się w budynku „Banku Rolników”, przy Nikolaistraße 36a (ul. Mikołowskiej, obecnie Książąt Opolskich). Po likwidacji Komisji w 1922, placówkę przeniesiono do Bytomia. 
W 1931 konsulat powrócił do Opola celem reprezentowania spraw polskich w niemieckiej rejencji opolskiej (Regierungsbezirk Oppeln). W randze konsulatu generalnego został ulokowany na wyspie Pasieka (Pascheke) przy Eichstraße 1 (obecnie ul. Konsularna 1), w pełniącym wcześniej funkcję sierocińca Domu Pruskim (Preussenhaus). W 1938 obniżono jego rangę do konsulatu. Funkcjonował do 1939.

## Kierownicy placówki
- 1920–1922 – hrabia Daniel Kęszycki, konsul gen.[a]
- 1931–1933 – Leon Malhomme, konsul gen.
- 1933–1937 – Bohdan Ostoja-Samborski, konsul gen.
- 1937–1939 – Jan Małęczyński, konsul